# Adolf Wilhelm Erichson
Adolf Wilhelm Ernestowitsch Erichson (ryska: Адольф Эрнестович Эрихсон), född 1862 i Moskva , död 1940 i Paris, var en svensk-rysk arkitekt.

## Biografi
Erichson var son till en svensk köpman i Moskva. Han tog examen från Moskvas akademi för målning, skulptur och arkitektur 1883 som arkitektonisk konstnär. Han fick ett stipendium för att studera utomlands, som han använde för att studera arkitektur i norra Europa, särskilt i Danmark.
Med sina första byggnader följde Erichson eklekticism. Redan 1879 genomförde han ombyggnader åt AR Erichson på hans egendom i Moskva på St. Petersburger Chaussee (fram till 1896). 1885 byggde han en telefonväxelstation i Moskva vid Kasarmenny Pereulok 4 och två hyreshus (Nikolaj Tjernysjevskij Pereulok och Voznesensky Pereulok 15). 1885–1888 byggde han A. B. Golitsyn-villan (Povarskaya ulitsa 40).
På 1890-talet gick han över till en nyrysk stil baserad på 1600-talets Jaroslavl-arkitektur. Samtidigt använde han också gotiska former. 1891-1896 var Erichson arkitekt för Moskvas skattekontor.  År 1894 gick han med i Arkitektföreningen i Moskva.  1894–1899 byggde han hyreshuset med apotek av apotekaren V. K. Ferrein (Nikolskaya Ulitsa 19-21). Tillsammans med de bästa Moskvaarkitekterna deltog han i förberedelserna av kröningen av Nikolaj II i Moskva 1896 genom att rita huvudboulevarderna och torget vid Kristus Frälsarens katedral. Hans assistent var Ivan Andreevich Hermann. 
År 1896–1897 byggde han Leman-Villa. 1897–1898 gav Pjotr Ivanovitj Sjtjukin honom i uppdrag att bygga en andra byggnad (så kallad nybyggnad) i nyrysk stil för sitt museum för ryska antikviteter (nuvarande Kliment Timiriaziew-museet för biologi) på sin egendom på Malaya Gruzinskaya Ulitsa 15.
Han vände sig sedan till nyklassicismen och utvecklade sina egna former baserade på empir. För köpmannen Semyon Petrovich Tararykin byggde Erichson om byggnaden med restaurangen Praga (Arbat 2) (med förändringar av fasaden och inredningen).
Efter oktoberrevolutionen emigrerade Erichson och bodde i Schweiz och Frankrike, där han blev fattig.

## Hus ritade av honom

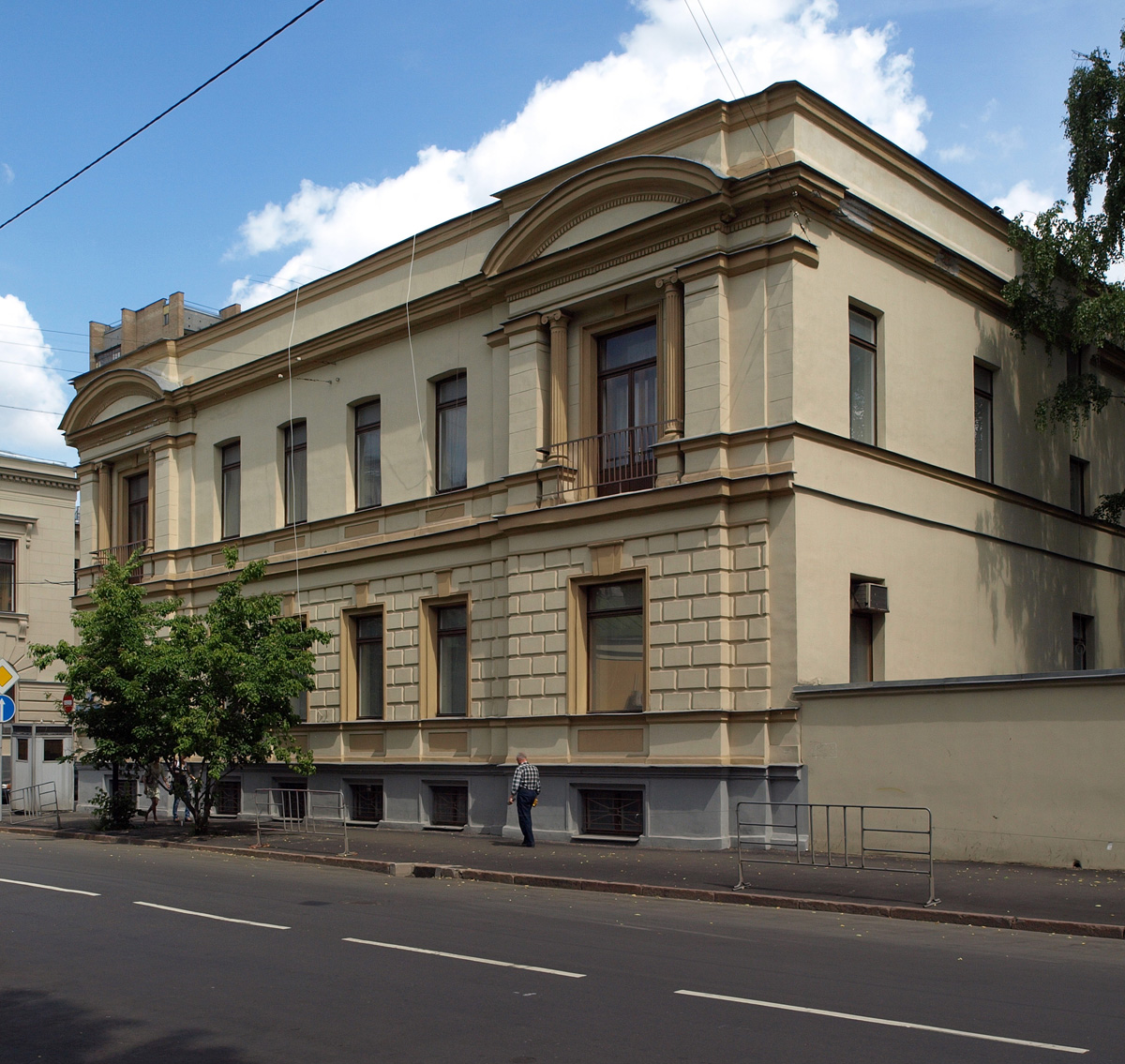
A. B. Golitsynvillan, Povarskaya Ulitsa 40, Moskva
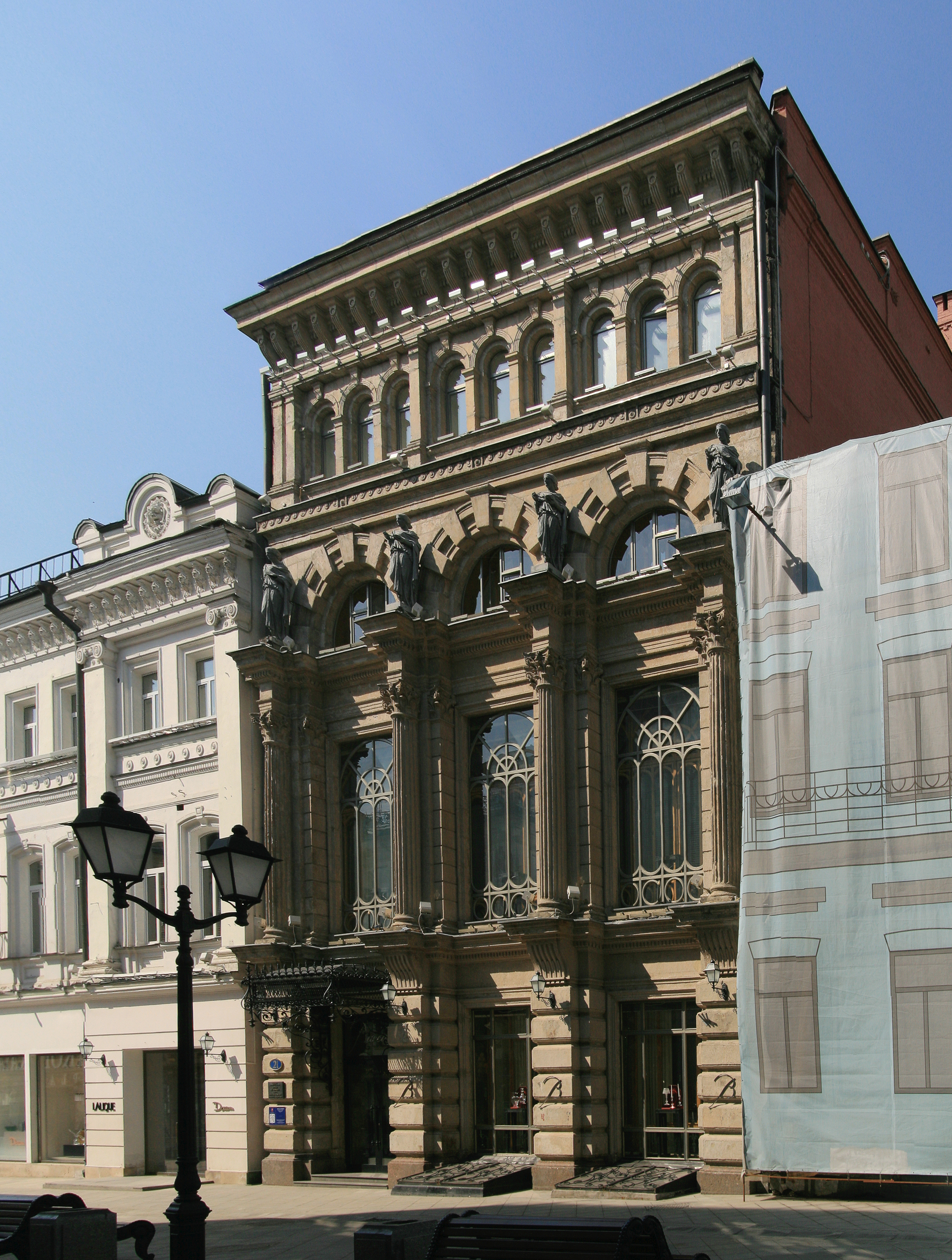
Ferrein Apartment House and Pharmacy, 19-21 Nikolskaya Ulitsa, Moskva
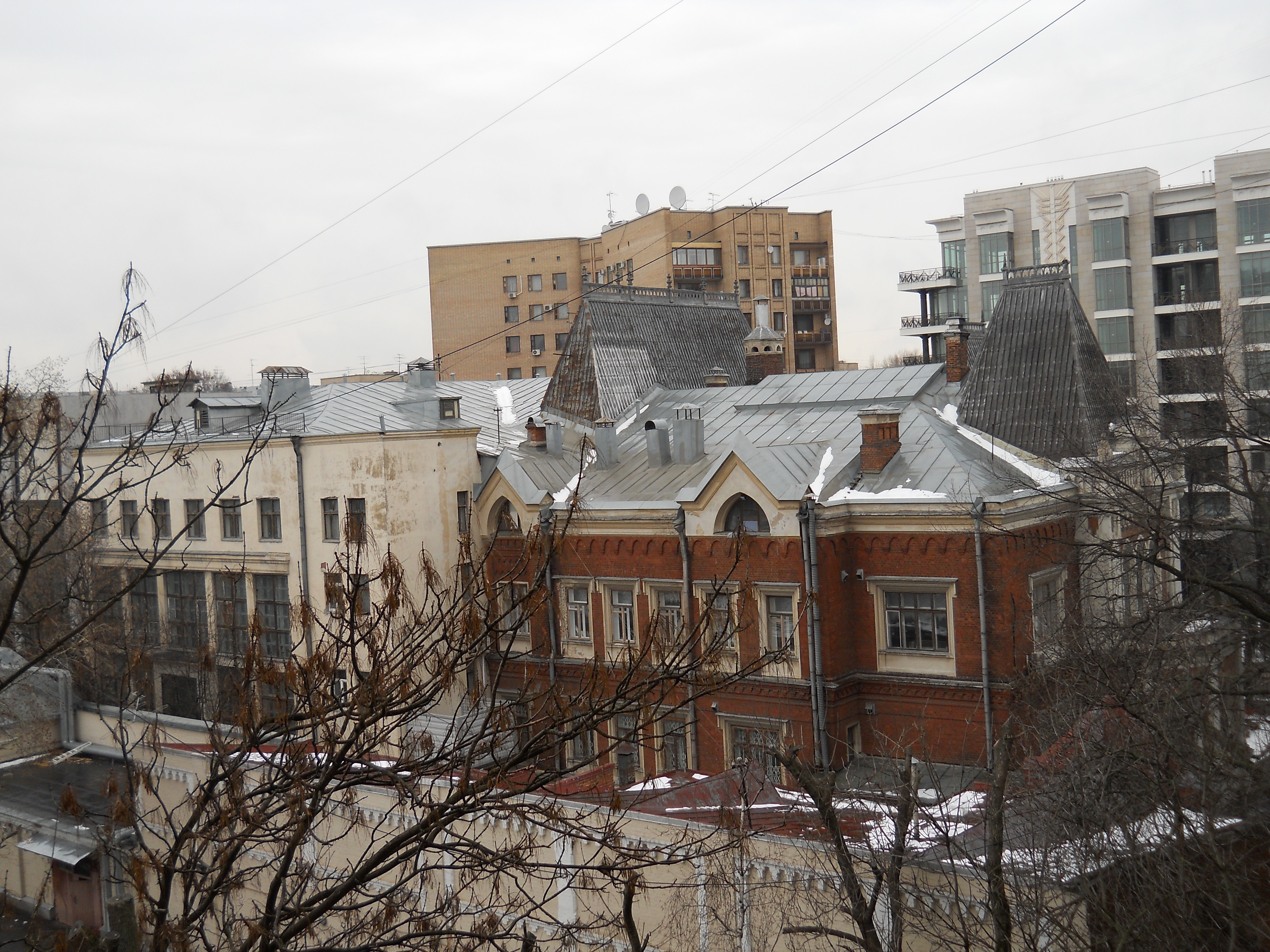
A. Leman Villa, Granatny Pereulok 7, Byggnad 2, Moskva
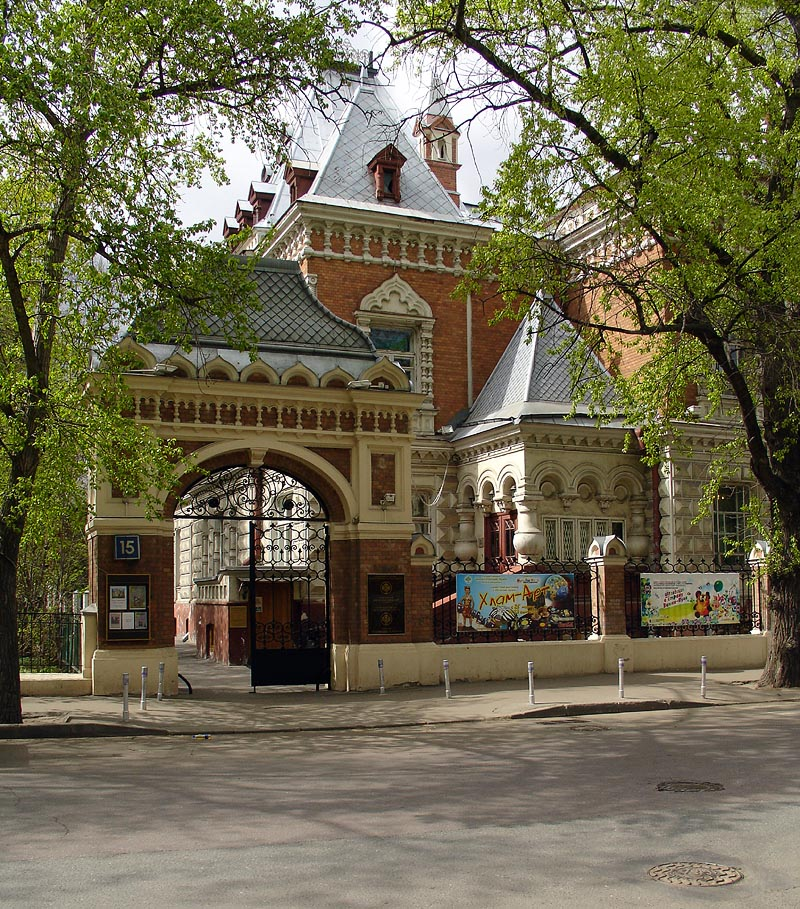
Shchukin Museum (ny byggnad), Malaya Gruzinskaya Ulitsa 15, Moskva
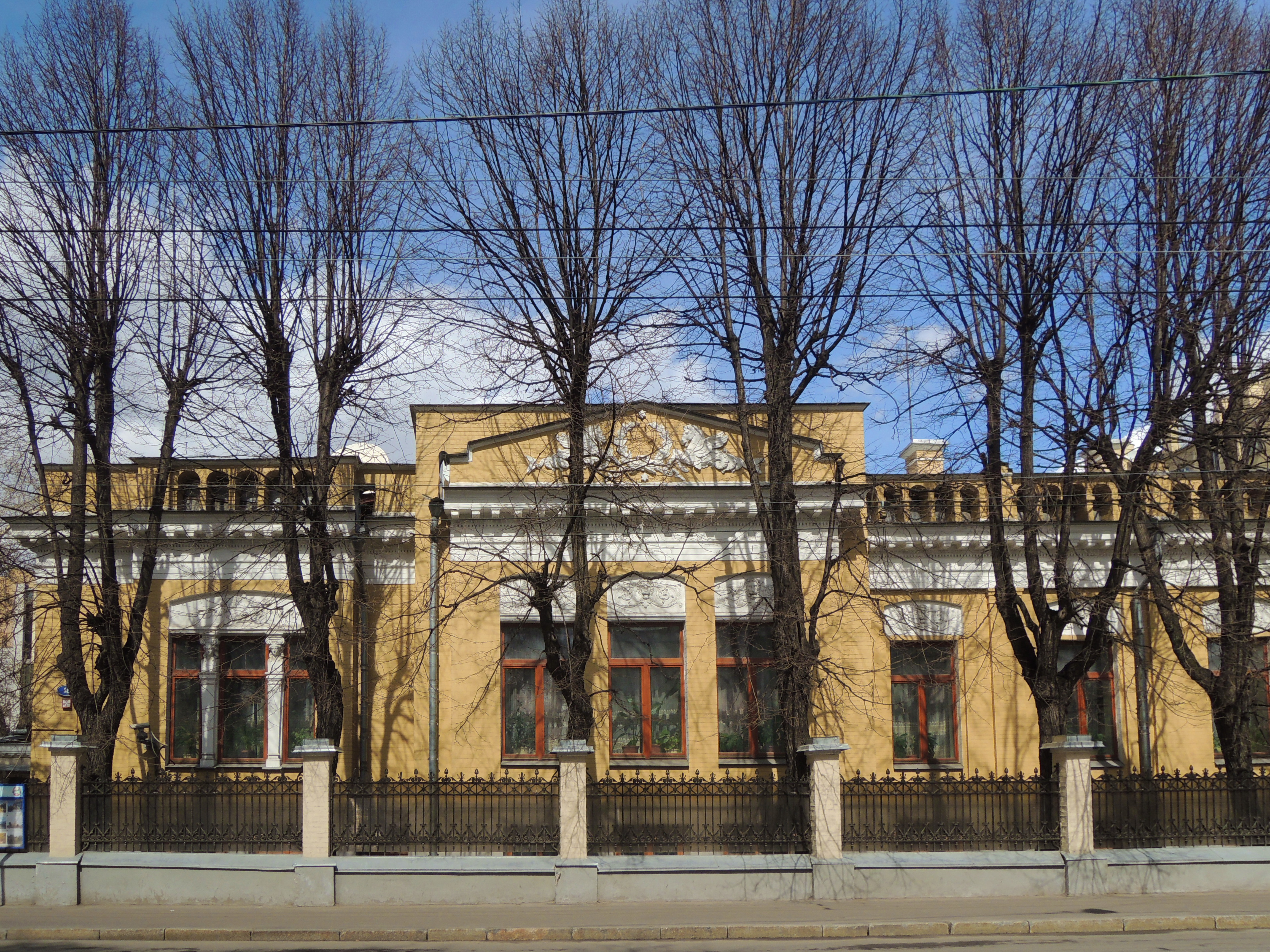
A. K. Ferster Michelson Villa, Malaya Nikitskaya Ulitsa 18, Moskva
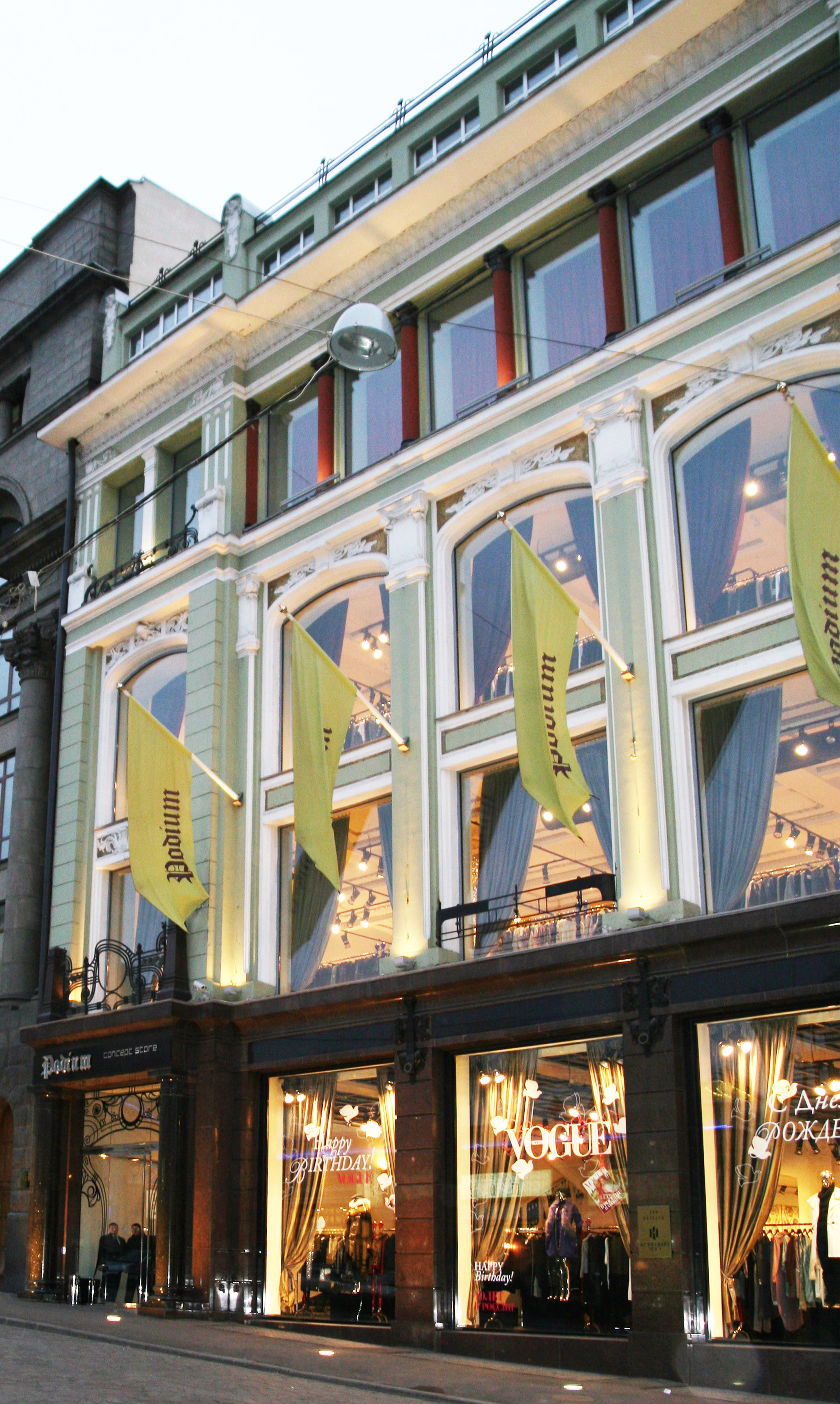
A. M. Mikhailov Trading House, 14 Kuznetsky Most, Moskva
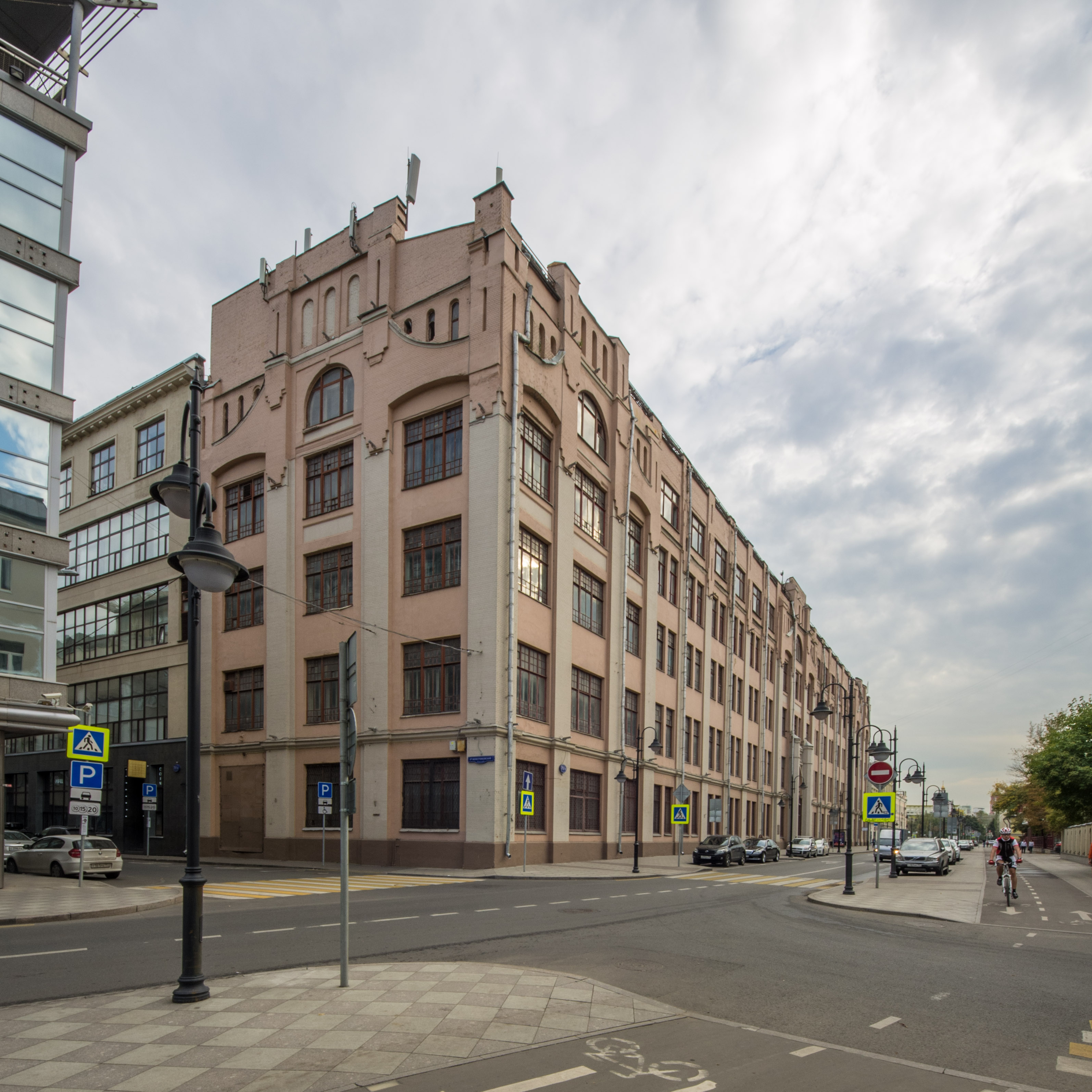
Sytin Printing House, Pyatnitskaya ulitsa 71, Moskva
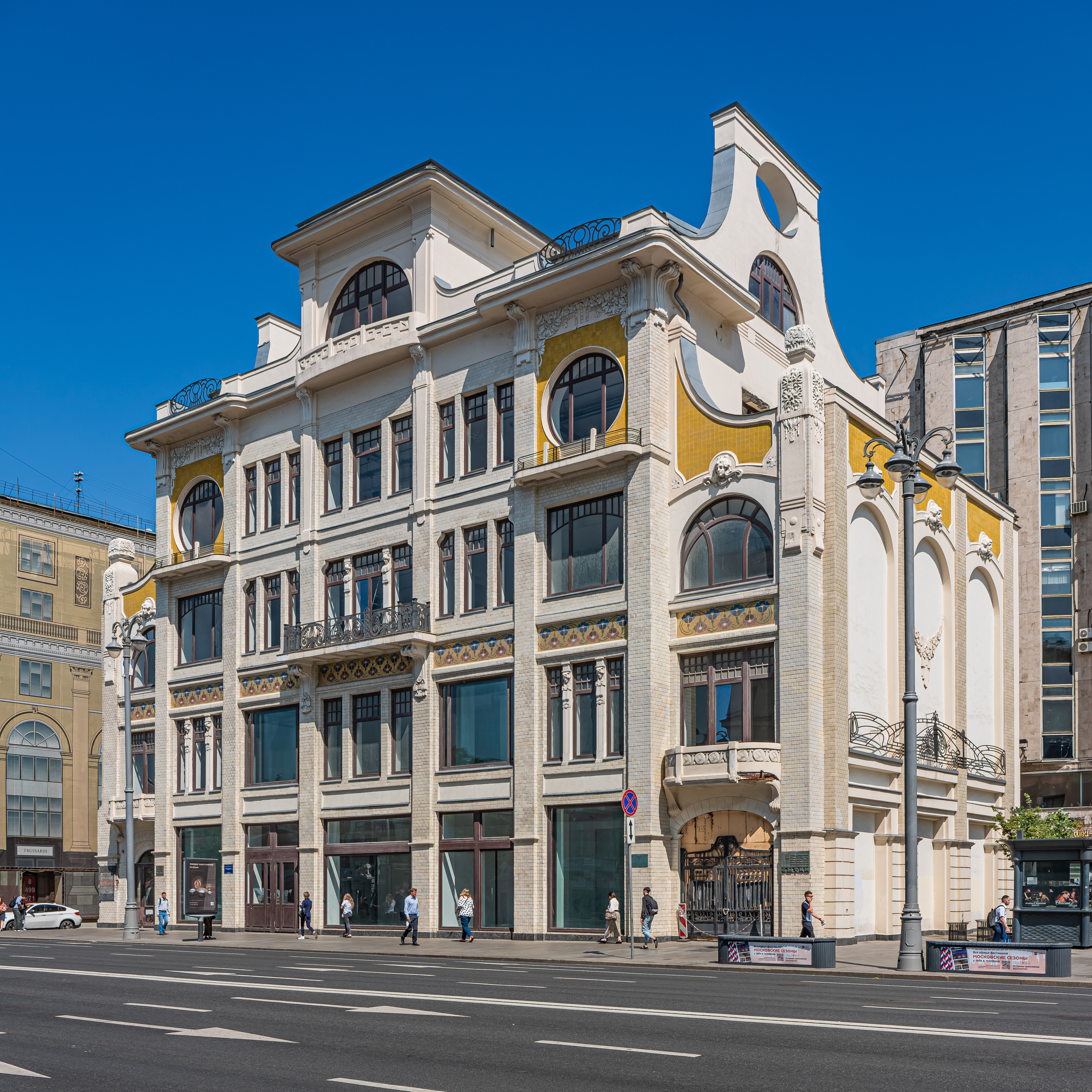
Sytin kontorsbyggnad, Tverskaya ulitsa 186, Moskva
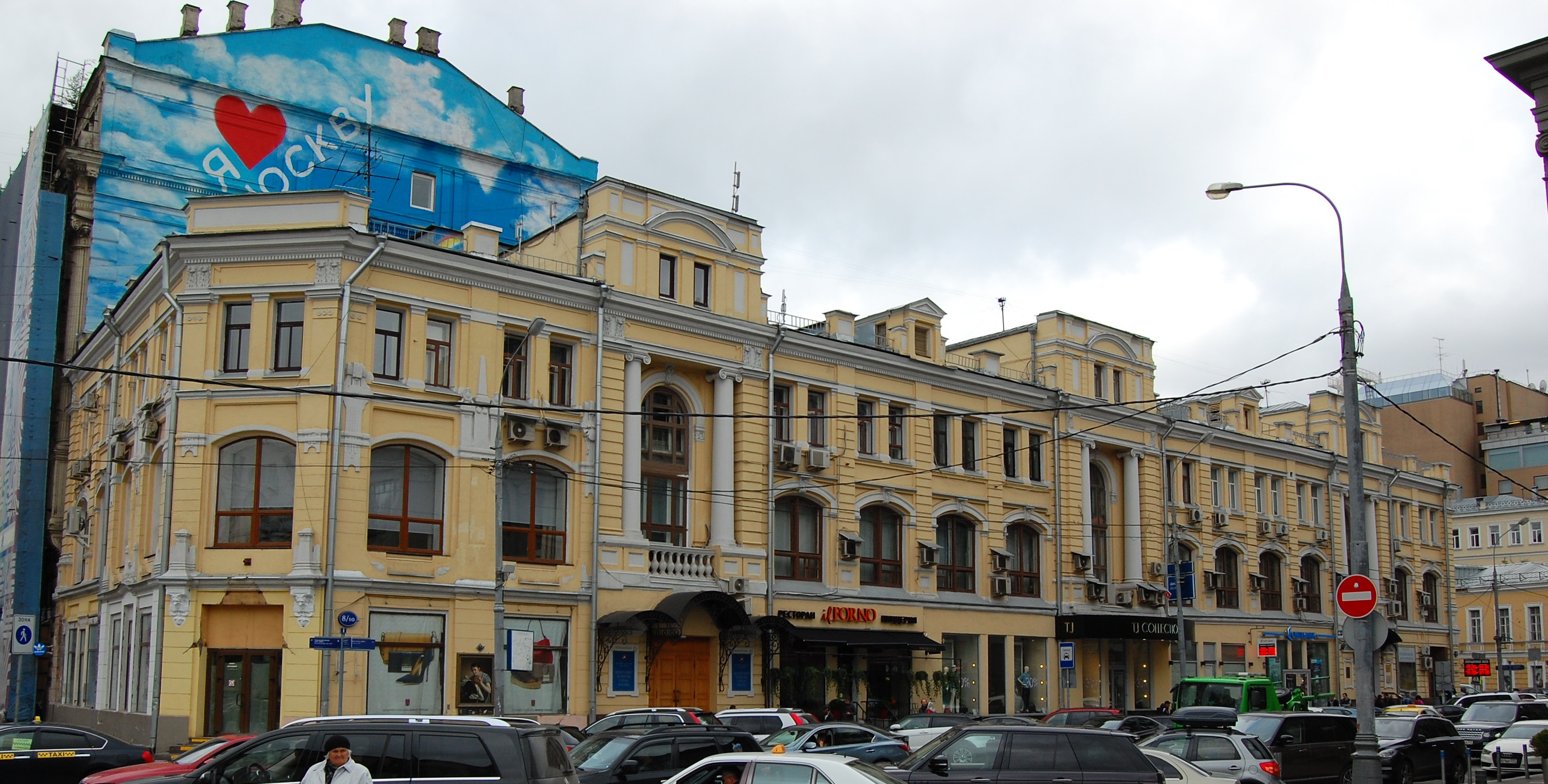
Hyreshus för Handelssällskapet i Moskva, Kusnezki Most 8/10, Moskva
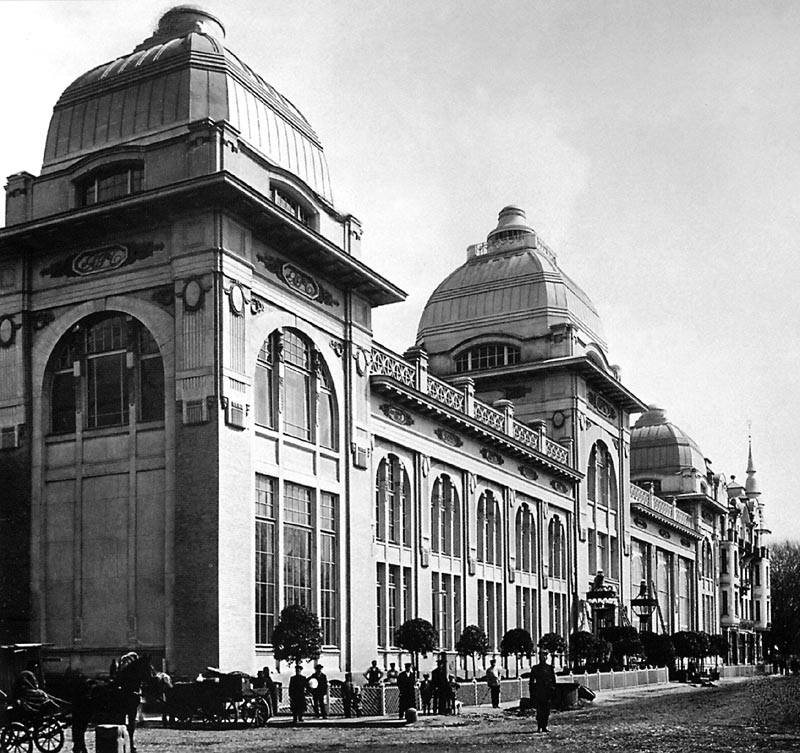
Restaurant Jar, Leningradski Prospekt 32/2, Moskva
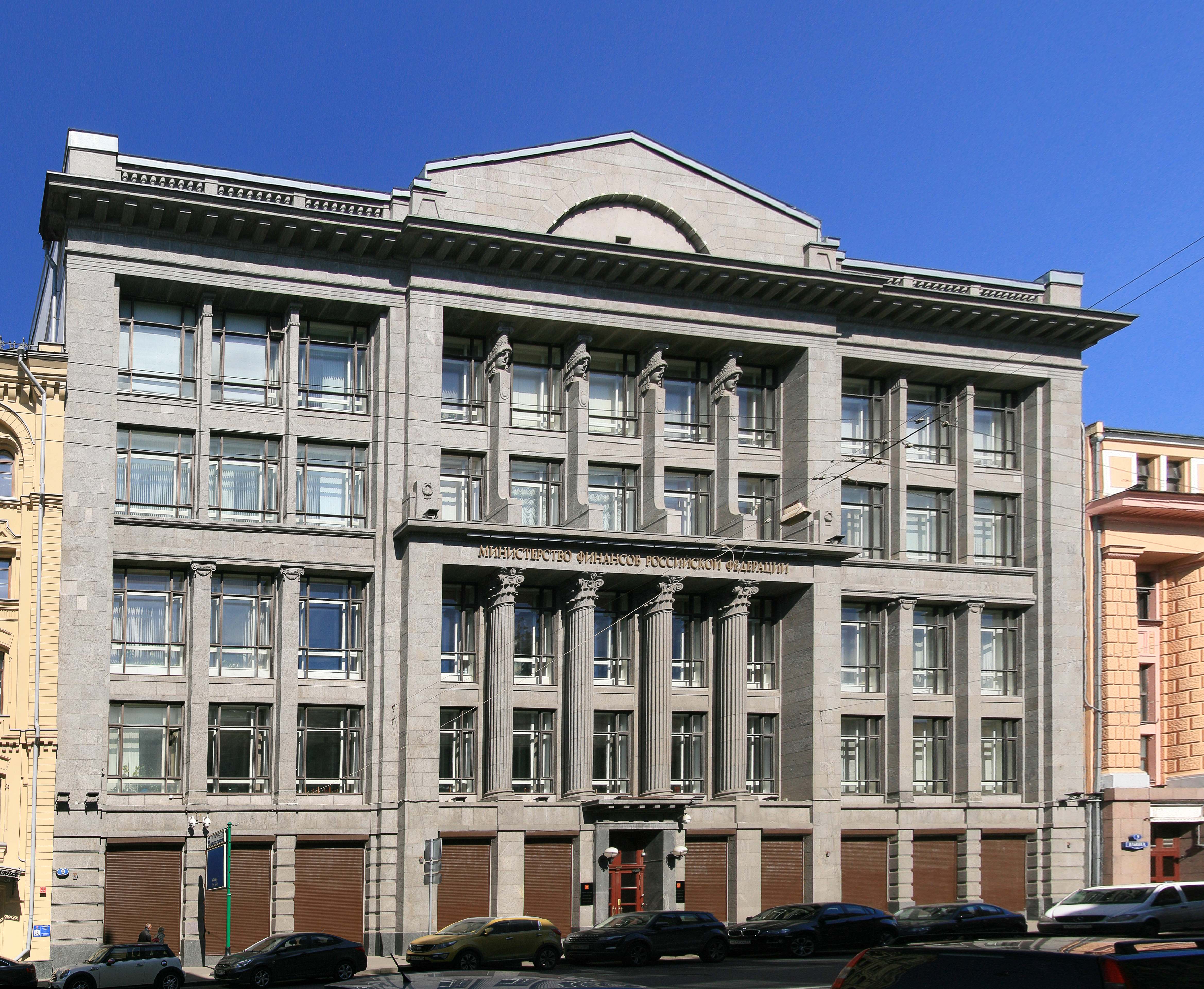
Internationale Handelsbank, Uliza Iljinka 9, linker Teil, Moskva
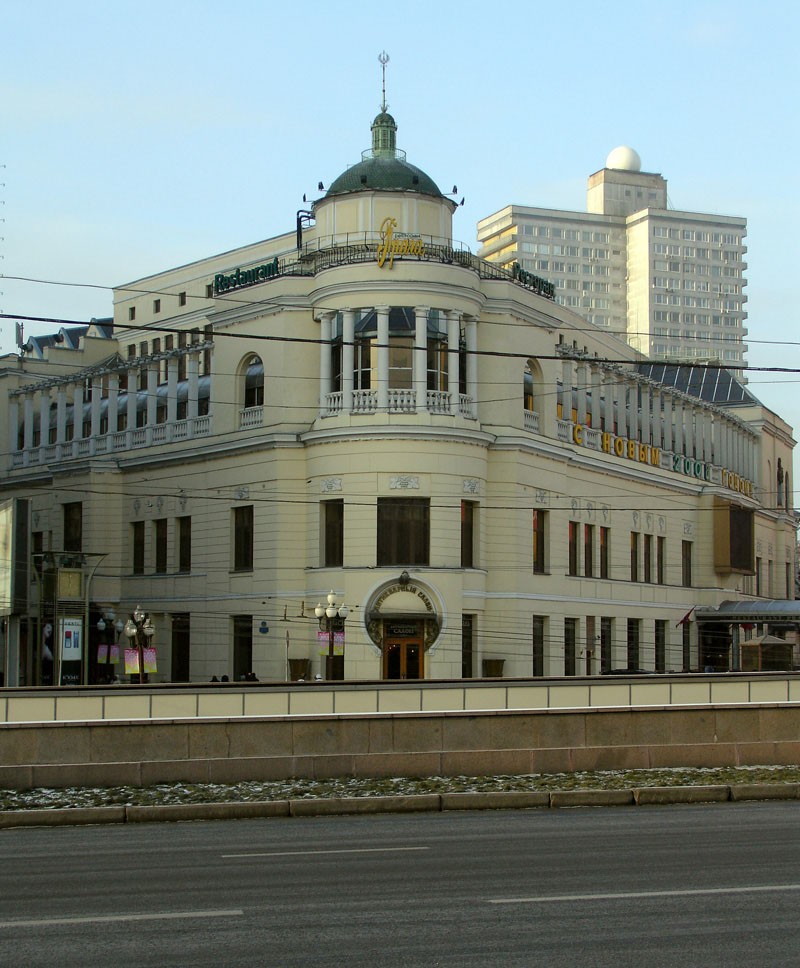
Restaurant Praga, Arbat 2, Moskau